# Максименко, Семён Савельевич
Семён Саве́льевич Максиме́нко (1907, Климовский район — неизвестно) — советский хозяйственный, государственный и политический деятель, лауреат Сталинской премии (1946).

## Биография
Родился в 1907 году в Климовском районе Орловской области.
С 1922 года — на хозяйственной, общественной и политической работе. В 1922—1951 годах — батрак, рабочий сахарного завода, ученик-каменщик, каменщик на стройках Украины, Москвы, бригадир, инструктор, начальник строительной конторы, каменщик треста «Новосибирскпромстрой».
За рационализацию методов производственной работы и внедрение скоростных методов строительства, обеспечивших значительное повышение производительности труда и сокращение сроков строительства и восстановления зданий и промышленных сооружений удостоен Сталинской премии 3-й степени в 1946 году.
Избирался депутатом Верховного Совета РСФСР 2-го созыва.